# Bukowina (Koniaków)
Bukowina – część wsi Koniaków w Polsce, położona w województwie śląskim, w powiecie cieszyńskim, w gminie Istebna.
W latach 1975–1998 Bukowina administracyjnie należała do województwa bielskiego.